# Błażej Jankowski
Błażej Jankowski (ur. 26 października 1980 w Poznaniu) – polski piłkarz, grający na pozycji obrońcy. Znany z występów w Lechu Poznań, Odrze Wodzisław Śląski, AE Larisa, Warcie Poznań, Zawiszy Bydgoszcz i Chojniczance Chojnice. W barwach Odry Wodzisław występował w Pucharze Intertoto UEFA, z zespołem AE Larisa wywalczył w 2005 awans do greckiej Superleague Ellada.